# Riders on the Storm (chanson)
Singles de The Doors
Love Her Madly
(1971) Tightrope Ride
(1971)
Pistes de L.A. Woman
The Wasp (Texas Radio And The Big Beat) -
Riders on the Storm est une chanson des Doors sortie en 1971 dans leur album L.A. Woman. La chanson a atteint la 14e place au Billboard Hot 100 américain, 22e à l'UK Singles Chart britannique, et 7e aux Pays-Bas. C'est une chanson de rock psychédélique.
D'après le guitariste Robby Krieger, elle leur aurait été inspirée par le titre (Ghost) Riders in the Sky: A Cowboy Legend, une chanson de musique country très connue, créée par Stan Jones en 1948. Cette chanson est présente dans les films The Basketball Diaries et The Doors.

## Contexte et composition

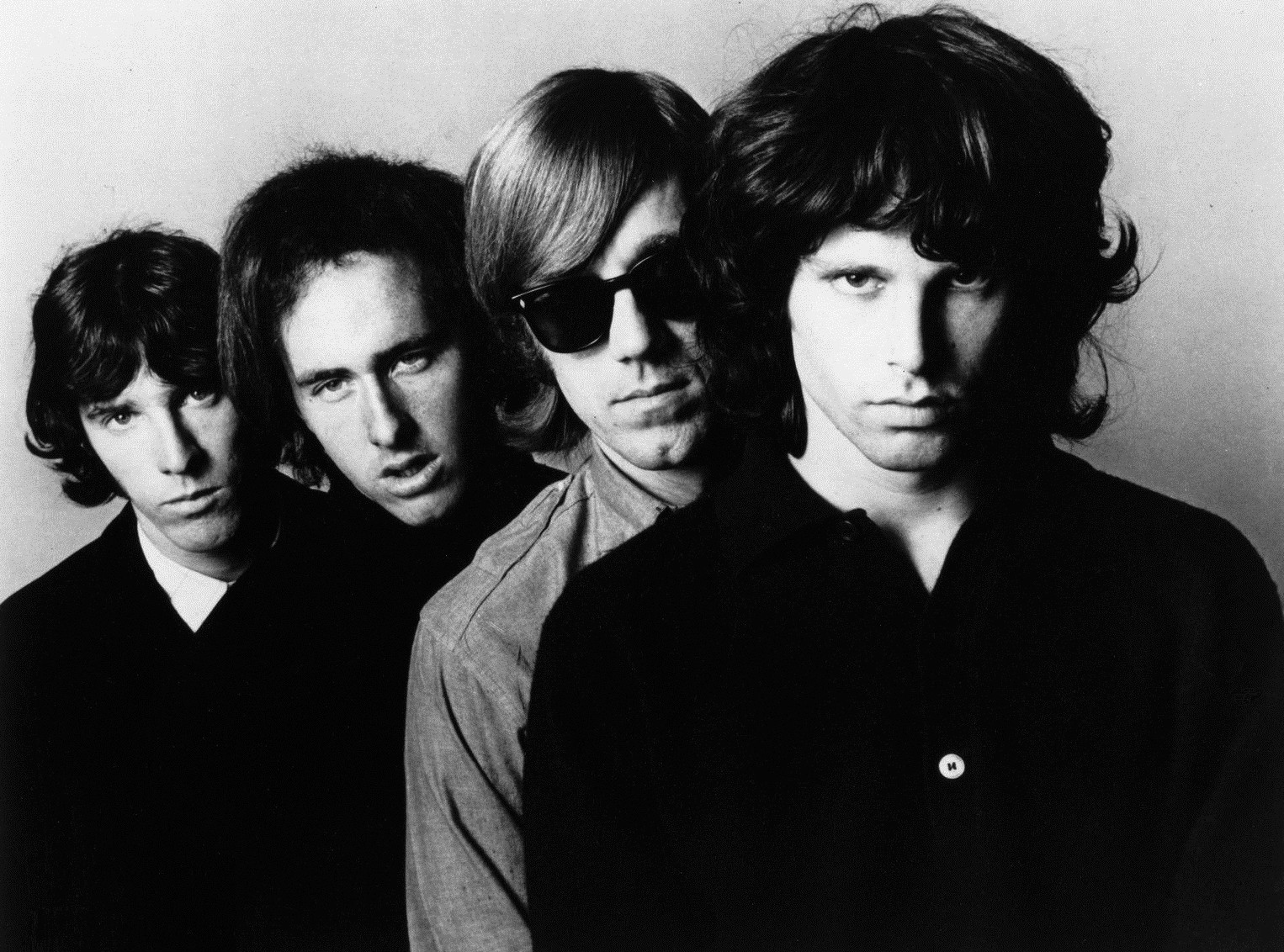
The Doors

Riders on the Storm a été classé comme rock psychédélique, jazz rock, chanson art rock et précurseur de la musique gothique. Selon le guitariste Robby Krieger et le claviériste Ray Manzarek, il a été inspiré par la chanson country « (Ghost) Riders in the Sky : A Cowboy Legend », écrite par Stan Jones et popularisée par Vaughn Monroe. Les paroles ont été écrites et apportées à la répétition par Morrison. En évoquant « un tueur sur la route », il fait référence à Billy Cook (criminal) (en), un autostoppeur de 23 ans qui assassina six personnes, dont une jeune famille, au cours d’un road trip sanglant du Missouri à la Californie au début des années 1950. Manzarek a noté que certaines lignes expriment l'amour de Morrison pour sa compagne Pamela Courson. La chanson est notée dans la tonalité de mi mineur ; le riff du piano électrique descend tout au long des hauteurs de l'échelle du mode Dorien, et présente une progression de i – IV – i7 – IV.
On pense généralement que Riders on the Storm est la chanson que le producteur de longue date des Doors, Paul A. Rothchild, a décriée comme "musique de cocktail", précipitant son départ des sessions de l'album L.A. Woman, qui a été corroboré par le guitariste Robby Krieger. Rothchild lui-même a nié cette affirmation, déclarant qu'il appliquait en fait l'expression à "Love Her Madly". Après le départ de Rothchild, l'ingénieur de longue date, Bruce Botnick, a été sélectionné pour prendre en charge les tâches de production, aux côtés des Doors eux-mêmes. Le tonnerre au début de la chanson a été enregistré par Bruce Botnick pour Elektra Records des années avant l'enregistrement du morceau.
Riders on the Storm a été enregistré au Doors Workshop en décembre 1970 avec l'aide de Botnick. Morrison a enregistré sa voix principale, puis a chuchoté les paroles dessus pour créer un effet d'écho. C'était la dernière chanson enregistrée par les quatre membres des Doors, ainsi que la dernière chanson enregistrée par Morrison avant sa mort. Le single est sorti en juin 1971, entrant dans le Billboard Hot 100 la semaine se terminant le 3 juillet 1971, la même semaine du décès de Morrison.

## Musiciens
The Doors :
- Jim Morrison – chant, murmures
- Ray Manzarek – piano électrique Fender Rhodes
- Robby Krieger – guitare
- John Densmore – batterie

## Musicien additionnel

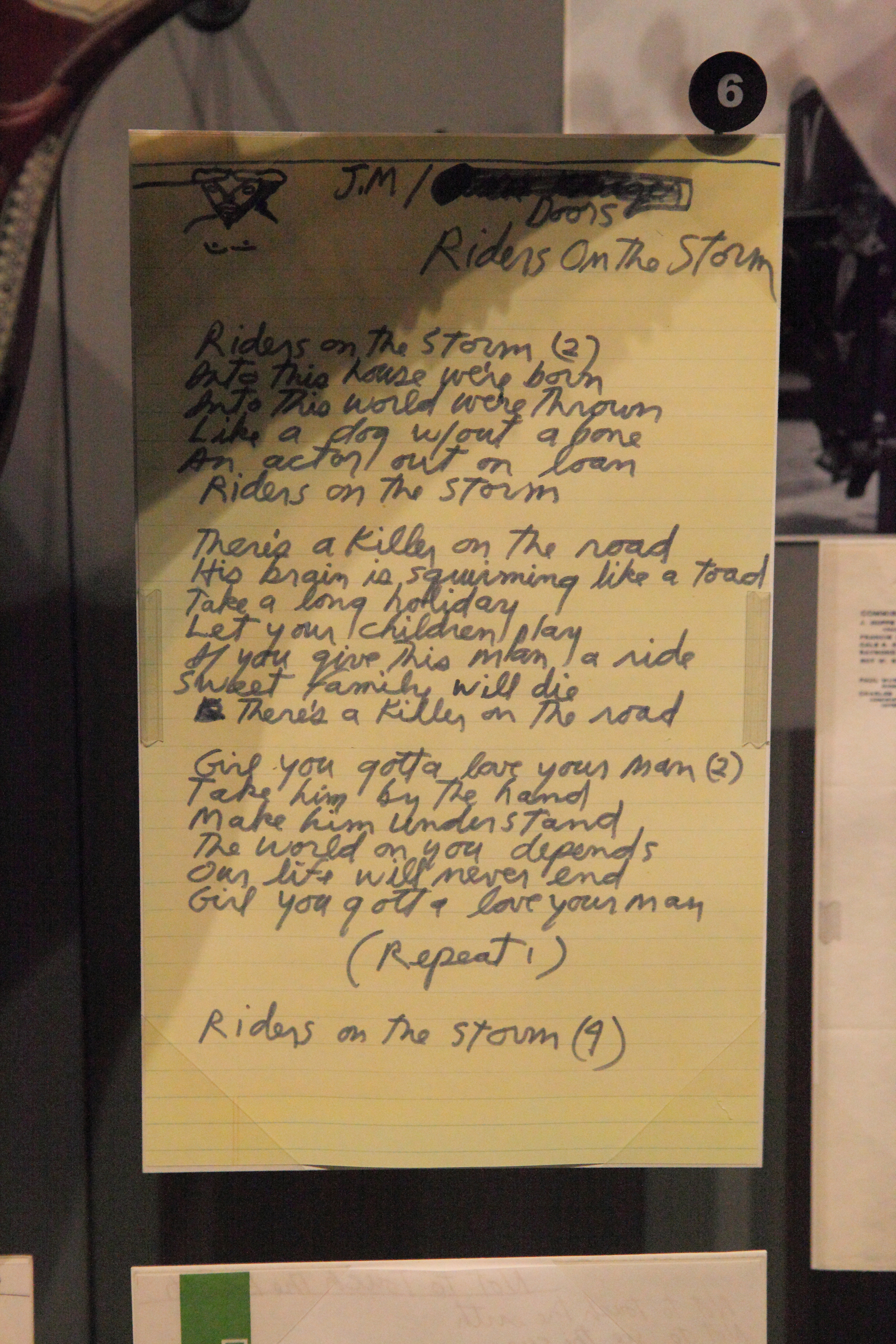
Riders on the Storm - Rock and Roll Hall of Fame.

- Jerry Scheff – basse

## Reprises
Annabel Lamb reprend la chanson en 1983, puis Cameo en 1990 en hommage à l'influence de Jim Morrison sur le groupe. Brutal Bill enregistre une chanson appelée Woman of Angels en 1998, avec en sample l'instrumentation de Riders on the Storm.
En 2004, une version a été enregistrée par Snoop Dogg pour la bande originale du jeu vidéo de courses de voitures Need for Speed: Underground 2.
The Jacka sample, la chanson des Doors dans son single Storm, de l'album "Tear Gas" sorti en 2008.
Carlos Santana reprend la chanson dans son album Guitar Heaven: The Greatest Guitar Classics of All Time sorti en 2010, un album entièrement constitué de reprises de standards du rock. Ray Manzarek, ancien claviériste des Doors, est à l'orgue et Chester Bennington au chant sur cette reprise de Riders on the Storm.
En 2010, The Jolly Boys la reprend dans son album de reprises en version mento.
En 2013, c'est Claire Diterzi qui donne sa version, remarquée, de la chanson sur son album Le Salon des refusées.

## Postérité culturelle
Dans le livre A comme Association de Pierre Bottero et Eric l'Homme, Jasper (le héros) fait régulièrement référence à cette chanson.